# Route fédérale 49
Pour les articles homonymes, voir Route 49.
La Route Fédérale 49, est une route mexicaine qu'il parcourt les états de Chihuahua, Durango, Zacatecas et San Luis Potosí, et a une longueur totale de 600 km.
La route se divise en trois sections discontinues. La première section parcourt les états de Chihuahua et Durango, depuis Jiménez jusqu'à Gómez Palacio et a une longueur de 230 km. 
La deuxième section parcourt les états de Durango et Zacatecas, depuis la ville de Cuencamé jusqu'à San José de Lourdes près Fresnillo, a une longueur de 205 km. 
La troisième section parcourt les états de Zacatecas et San Luis Potosí, depuis la ville de Trancoso jusqu'à San Luis Potosí, a une longueur de 165 km. 
Les routes fédérales du Mexique se désignent avec des nombres impairs pour des routes nord-sud et avec des nombres pairs pour les routes est-ouest. Les désignations numériques s'incrémentent en direction du sud du Mexique pour les routes nord-sud et s'incrémentent en direction de l'Est pour les routes est-ouest. Donc, la route fédérale 49, en raison de sa trajectoire de nord-sud, a la désignation de nombre impair, et est situé au nord et centre du Mexique et ainsi lui correspond la désignation N°49.

## Trajectoire

### Chihuahua
Longueur = 80 km
- Jiménez – Route fédérale 45
- Escalón

### Durango
Longueur = 220 km
- Ceballos
- Bermejillo – Route Fédérale 30
- Gómez Palacio – Route Fédérale 40 et Route Fédérale 40D
- Cuencamé – Route Fédérale 40

### Zacatecas
Longueur = 215 km
- Juan Aldama
- Río Grande
- Lázaro Cárdenas
- Trancoso – Route Fédérale 45
- Saladillo
- El Tecomate
- Saldaña

### San Luis Potosí
Longueur = 85 km
- Salinas
- Milpillas
- Mexquitic De Carmona
- San Luis Potosí